# Al-Badi' al-Asturlabi
Badīʿ Al-Zaman Abu al-Qasim Hibatallah Ibn Al-Ḥusayn (... – 1139) è stato un astronomo arabo.
(in arabo بديع الزمان أبوالقاسم هبة الله بن الحسين البديع الأسطرلابي‎?) più comunemente noto come al-Badīʿ al-Asṭurlābī, fu un eminente medico, filosofo, astronomo e poeta arabo medievale dell'Età dell'oro islamica.

## Biografia
Il luogo e la data di nascita di Al-Badi' al-Asturlabi sono sconosciuti. Si dice che abbia vissuto a Isfahan nel 510 AH (1116–7 d.C. ) e che fosse in contatto con il medico arabo cristiano Ibn al-Tilmidh (1074–1165). Successivamente si trasferì nella città di Baghdad, dove ottenne la maggior parte dei propri successi.
È noto soprattutto per la progettazione e la creazione di strumenti astronomici, astrolabi e come astrologo. Il suo risultato scientifico più noto è la costruzione e la descrizione di un astrolabio che chiamò (al-kurah dhat al-kursi), un astrolabio che poteva essere utilizzato per tutte le latitudini. L'unica sua opera sopravvissuta è un libro intitolato Kitab al-'amal bil Kurah (Sull'uso dell'astrolabio sferico).
È morto nel 1139.